# Diaphus kuroshio
Diaphus kuroshio är en fiskart som beskrevs av Kawaguchi och Nafpaktitis, 1978. Diaphus kuroshio ingår i släktet Diaphus och familjen prickfiskar. Inga underarter finns listade i Catalogue of Life.